# 종야 (1967년 영화)
"종야"는 1967년 공개된 대한민국의 영화이다.

## 배역
- 고은아
- 임지운
- 신성일
- 안인숙